# 유럽 의회
유럽 의회(European Parliament, EP)는 유럽연합(EU)의 입법 기구이다. 27개 유럽 연합 회원국의 시민들에 의해 5년에 한 번씩 직접 선거로 선출된다. 프랑스 스트라스부르에 있다. 주요한 입법기능은 각료 이사회가 주로 행사하지만, 마스트리흐트 조약 이후로는 입법 기능과 정치적 영향력이 점차 강화되고 있다.
유럽 의회는 주도적으로 입법을 할 수는 없지만 많은 정책 영역에서 수정요구나 거부권을 행사할 수 있다. 특정 정책에 대해서 조언만 할 수 있는 경우도 있다. 유럽 의회는 또한 유럽 집행 위원회(EC)를 감독하며 집행위원 임명 동의를 하며 불신임투표를 통해 해임할 수 있다. 또한 유럽 연합의 예산 감독권을 가진다.
이전의 유럽 안보 협력 기구(OSCE)나 유럽 평의회(CoE), 서유럽 연합(WEU) 등도 의회를 가지고 있었지만 모두 회원국의 의회에 의해 임명되었다. 하지만 유럽 의회는 1979년 이래 유일하게 시민들에 의해 직접 선출되고 있다.

## 명칭
유럽 연합의 언어는 가입국 각각의 공용어로 정해져 있고 2013년 7월 1일 이후 총 공용어는 24개이다. 따라서 유럽 연합 이사회의 정식 명칭도 공용어와 같은 수만큼 있다.
- 불가리아어: Европейски парламент 에브로페이스키 파를라멘트
- 체코어: Evropský parlament 에브롭스키 파를라멘트[*]
- 덴마크어: Europa-Parlamentet 에우로파-파를라멘테트[*]
- 독일어: Europäisches Parlament 오이로페이셰스 파를라멘트[*]
- 에스토니아어: Euroopa Parlament 에우로파 파를라멘트
- 그리스어: Ευρωπαϊκό Κοινοβούλιο 에브로파이코 키노불리오[*]
- 영어: European Parliament 유러피언 팔러먼트[*]
- 스페인어: Parlamento Europeo 파를라멘토 에우로페오[*]
- 프랑스어: Parlement européen 파를망 외로페앵[*]
- 아일랜드어: Parlaimint na hEorpa 파를라민트 나 호르파
- 크로아티아어: Europski parlament 에우롭스키 파를라멘트
- 이탈리아어: Parlamento europeo 파를라멘토 에우로페오[*]
- 라트비아어: Eiropas Parlaments 에이로파스 파를라멘츠
- 리투아니아어: Europos Parlamentas 에우로포스 파를라멘타스
- 헝가리어: Európai Parlament 에우로퍼이 퍼를러멘트[*]
- 몰타어: Parlament Ewropew 파를라멘트 에우로페우
- 네덜란드어: Europees Parlement 외로페이스 파를레멘트[*]
- 폴란드어: Parlament Europejski 파를라멘트 에우로페이스키[*]
- 포르투갈어: Parlamento Europeu 파를라멘투 이우로페우[*]
- 루마니아어: Parlamentul European 파를라멘툴 에우로페안[*]
- 슬로바키아어: Európsky parlament 에우롭스키 파를라멘트
- 슬로베니아어: Evropski parlament 에브롭스키 파를라멘트
- 핀란드어: Euroopan parlamentti 에우로판 파를라멘티[*]
- 스웨덴어: Europaparlamentet 에우로파팔라멘테트[*]

## 역사
유럽 석탄 철강 공동체(ECSC)는 1952년 "공동 의회"(Common Assembly)를 창설하고 6개 회원국 의회에서 78명의 의원을 선출했다. 이 의회는 입법권이 없었다. 1958년 로마 조약에 의해 유럽 경제 공동체(EEC)와 유럽 원자력 공동체(Euratom)가 설립되었다. 공동 의회의 범위도 확장되어 세 개의 공동체를 모두 포괄하게 되었고, 명칭을 "유럽 의원 총회"(European Parliamentary Assembly)로 변경하였다. 1958년 3월 19일 룩셈부르크에서 처음 회의가 열렸고, 로베르 쉬망이 의장으로 선출되었다.
1962년 세 공동체는 남아 있는 기관들을 병합하였고 명칭을 "유럽 의회"(European Parliament)로 다시 변경한다. 1979년 유럽 의회 의원이 최초로 회원국의 시민들에 의해 직접 선출된다. 첫 번째 선거 후 1979년 7월 11일에 첫 회의를 열어 시몬 베유가 의장으로 선출되었다. 이후 유럽연합의 회원국이 증가하면서 의회도 함께 확대된다.
1986년 로마 조약에 의해 유럽 단일법 조항이 채택되면서 입법 기능을 갖는 의회의 토대가 마련된다. 1994년 독일의 재통일 이후에 의원 정수의 조정이 있었다. 니스 조약과 유럽 헌법에 의원 최대 정수를 750석으로 규정하였고, 2004년 5월 10개 신규 회원국이 가입하면서 다시 의원 정수의 조정이 있었다.
1988년에는 인권과 자유 수호에 커다란 공헌을 한 개인이나 단체에 수여하는 상인 사하로프상을 제정했다. 2007년 12월 13일에 열린 유럽 의회 본회의에서는 '위안부 여성을 위한 정의(Justice for the Comfort Women)'이라는 제목으로 상정된 결의안이 57명 중 54명으로 채택되었다.

## 구성
유럽 의회는 4억 5천만 명에 달하는 27개 유럽 연합 회원국의 시민을 대표한다. 유럽 의회 의원은 705명이다. 선거는 5년 마다 성인 보통 선거로 실시된다. 유럽 의회 의원 선거를 위한 단일한 선거 제도는 없고 각 회원국이 아래 3가지 조건을 충족시키는 범위 안에서 선택한다.
- 선거는 정당 명부 비례대표제나 단기 이양식 비례대표제로 실시해야한다.
- 비례대표제의 본질을 손상시키지 않는 범위 안에서 선거구를 분할 할 수 있다.
- 어떤 봉쇄 조항도 국가 수준에서 5%를 넘을 수 없다.

회원국 간의 의석 수는 회원국의 인구 비례에 따라 배정하는 것을 원칙으로 하고 있으나 인구가 적은 국가의 경우 엄격한 비례수보다 약간 많이 배정되었다. 최근 유럽 의회 선거는 2019년 6월에 실시됐으며 최대 규모의 동시 국제 선거였다.

### 옵서버(Observer)
유럽 연합에 가입 절차를 진행 중인 국가에게 옵서버를 파견할 수 있는 권한이 주어진다. 보통 직접 투표로 선출되는 것이 아니라 의회에서 임명된다.
옵서버는 초청 형식으로 토론에 참여할 수는 있지만 투표를 하거나 공식적 의무를 수행하지는 않는다. 가입 진행 국가가 정식 회원국이 되면 옵서버도 다음 선거까지 정식 유럽 의회 의원이 된다.
이런 방식으로 인해 750명으로 정하고 있는 유럽 의회 의원의 최대 정수가 일시적으로 초과한 적이 있다. 2004년 5월 1일 10개국이 정식 회원국이 되면서 의원정수가 일시적으로 788명에 이르렀다. 하지만 6월에 실시된 선거에서 732명으로 의원 정수가 조정되었다.
2005년 가을에 불가리아와 루마니아가 각각 18명, 35명을 파견하게 될 것이다. 2007년 두 나라가 정식 회원국이 되면 다시 의원 정수가 초과하는 경우가 발생하고 다음 선거에는 또 국가별 의원 정수를 줄여야 하는 상황에 직면하게 된다. 2014년에 가입한 크로아티아에 의해서 비슷한 상황이 일어났다. 유럽연합이 확장됨에 따라서 이는 불가피한 상황으로 보인다.

## 권한과 기능
어떤 측면에서 유럽 의회와 장관회의(각료이사회)는 양원제에서 상, 하원과 유사하다. 주도적 입법권은 유럽 집행 위원회가 가지고 있어 유럽 의회와 장관회의(각료이사회) 모두 주도적으로 입법 활동을 할 수는 없다. 다만 집행위에서 제안한 유럽 연합법이나 유럽 연합령은 유럽 의회와 장관회의의 찬성을 얻어야 힘을 갖게 된다. 유럽 의회에 일반적 법안 제출권이 없는 점이 국가 수준의 의회와 다른 점이다.
의회는 유럽 연합 법의 75%에 해당하는 공동결정절차 법의 경우 수정 요구하거나 저지할 수 있다. 나머지도 수정을 요구하지는 못하지만 거부할 수 있는 동의절차와 조언만 할 수 있는 조언절차법이 있다. 의회는 예산 통제권이 있고 법이 되기 위해서는 유럽 의회의 동의를 얻어야 한다.
유럽 위원회에서 선출된 유럽 집행 위원장은 의회의 동의를 얻어야 직무를 수행할 수 있다. 나머지 집행 위원은 회원국 정부가 지명하면 집행위원장이 임명하며 의회의 임명 동의를 얻어야 한다. 집행위원 임명 동의는 전체 통째로 임명 동의하거나 거부할 수 있다.
유럽 의회는 집행위 활동을 비롯한 유럽 연합의 모든 활동을 민주적으로 감독하는 역할을 한다. 또한 의회는 집행위원회를 탄핵할 수 있다. 탄핵을 위해서는 2/3의 찬성이 필요하다.
비준이 진행되고 있는 유럽헌법에는 대부분의 정책을 공동결정절차로 규정하고, 유럽연합 전체 예산에 감독권을 가지는 등 의회의 권한 강조를 규정하고 있다.
하지만 2005년 6월 프랑스와 네덜란드의 국민 투표에서 유럽 헌법이 부결됨에 따라 유럽 의회 권한 강화는 연기될 전망이다.
유럽의회는 의회외교도 활발하게 진행중이다. 특히 유럽연합 회의는 한반도관계대표단을 대한민국에 파견하고 있다.

## 소재지
유럽 의회 소재지는 프랑스의 스트라스부르이다. 여기서 한 달에 1회씩 4일 간의 회의가 개최된다. 상임위원회와 정치그룹회의는 브뤼셀에서 열리면 단기간의 총회도 개최된다. 룩셈부르크에서는 유럽 의회 사무국이 있으며 직원 4500명 가운데 3500명이 여기에서 일한다. 이 중 1500명이 번역 업무에 종사한다.
의회의 소재지가 이곳인 이유는 전후 독일-프랑스 화해의 상징으로 독일 국경과 가까운 프랑스의 유서 깊은 도시로써 스트라스부르가 적합했기 때문이다. 사무공간이 없어서 사무국은 룩셈부르크로 이전하게 된다. 1958년 유럽 경제 공동체가 창설되고 브뤼셀이 유럽 집행위 소재지로 결정된다. 그래서 의회의 상임위도 브뤼셀에서 회의를 진행하게 되었다. 마스트리흐트 조약에서 스트라스부르가 의회 소재지로 확인되고 이후의 암스테르담 조약과 니스 조약에서도 그 조항을 유지하고 있다.
각 도시의 건물은 해당 국가가 건설했다. 의회는 사용하지 않는 공간을 임대하려 하고 있다. 현재 스트라스부르의 건물을 유럽 옴부즈만도 사용하고 있다.
소재지 문제에 대해 의회 내에서 지속적으로 논쟁이 진행 중이다. 소재지를 이동하려는 운동이 의원들 사이에 지속적으로 진행되고 있다. 이를 위해 모든 회원국의 동의를 통해 조약 변경을 추진하고 있다.

## 기구
유럽 의회의 주요 기구는 아래와 같다.:
- 의장 - 의무[깨진 링크(과거 내용 찾기)]
- 부의장 - 의무
- 사무국 - 의무
- 의장단 회의 - 의무
- 재무담당관 - 의무[깨진 링크(과거 내용 찾기)]
- 상임위원장단 회의 - description[깨진 링크(과거 내용 찾기)]
- 대의원대표 회의 - description[깨진 링크(과거 내용 찾기)]

### 상임위원회
내무
- BUDG - Committee on Budgets (예산위원회)
- CONT - Committee on Budgetary Control (결산위원회)
- ECON - Committee on Economic and Monetary Affairs (경제 통화위원회)
- EMPL - Committee on Employment and Social Affairs (고용 사회위원회)
- ENVI - Committee on the Environment, Public Health and Food Safety(환경, 공공보건, 식품안전위원회)
- ITRE - Committee on Industry, Research and Energy (산업,연구,에너지위원회)
- IMCO - Committee on Internal Market and Consumer Protection(내수시장, 소비자보호위원회)
- TRAN - Committee on Transport and Tourism (교통 관광위원회)
- REGI - Committee on Regional Development (지역발전위원회)
- AGRI - Committee on Agriculture and Rural Development (농업, 농촌발전위원회)
- PECH - Committee on Fisheries(수산위원회)
- CULT - Committee on Culture and Education (문화 교육위원회)
- JURI - Committee on Legal Affairs (법무위원회)
- LIBE - Committee on Civil Liberties, Justice and Home Affairs (시민자유, 정의, 가족 위원회)
- AFCO - Committee on Constitutional Affairs (헌법위원회)
- FEMM - Committee on Women's Rights and Gender Equality (여성권리평등위원회)
- PETI - Committee on Petitions (청원위원회)

외무
- AFET - Committee on Foreign Affairs (외무위원회)
  - DROI - Subcommittee on Human Rights (인권소위원회)
  - SEDE - Subcommittee on Security and Defence (안전 국방소위원회)
- DEVE - Committee on Development (발전위원회)
- INTA - Committee on International Trade (국제통상위원회)

## 정치그룹과 정당
유럽 의회에서는 범국가적 연맹인 정치그룹이 정당의 역할을 가진다. 각 그룹의 대표와 의회 의장은 유럽 의회 확대 집행부를 구성한다. 정치그룹의 구성요건은 최소 1/4 이상의 회원국(2022년 현재: 7개국) 출신 25명의 의원들로 구성돼야한다.
유럽 의회에는 무소속 그룹을 포함하여 총 여덟 개의 정치그룹이 있으며 단일 혹은 복수의 범유럽 정당이 그룹에 속해있다. 유럽 의회 정당그룹은 범유럽 정당과는 구별되지만, 깊은 연관성을 가지고 있다. 일반적으로 유럽 정당은 유럽 의회에 의원을 배출하지 못하는 국가 정당을 포함하고 있다. 현 정치그룹은 7개의 그룹과 1개의 무소속 그룹으로 이뤄져 있다.

### 정치그룹 별 의석
아래 표는 2021년 기준이다.
| 그룹 | 그룹                                  | 정당                                                                                        | 대표                                | 연도   | 의원 수   |
| ---- | ------------------------------------- | ------------------------------------------------------------------------------------------- | ----------------------------------- | ------ | --------- |
|      | 유럽 국민당 그룹 (EPP)                | - 유럽 국민당 (EPP)                                                                         | 만프레트 베버                       | 1952년 | 177 / 704 |
|      | 사회민주진보동맹 (S&D)                | - 유럽 사회당 (PES)                                                                         | 이라체 가르시아                     | 1953년 | 145 / 704 |
|      | 리뉴 유럽 (Renew)                     | - 유럽자유민주동맹당 (ALDE) - 유럽 민주당 (EDP)                                             | 스테판 세주르네                     | 2019년 | 101 / 704 |
|      | 녹색 그룹-유럽 자유 동맹 (Greens–EFA) | - 유럽 녹색당 (EGP) - 유럽 자유 동맹 (EFA) - 유럽 해적당 (PPEU) - 볼트 유로파 (Volt)        | - 스카 켈러 - 필리프 람베르         | 1999년 | 72 / 704  |
|      | 정체성과 민주주의 (ID)                | - 정체성과 민주주의당 (ID Party)                                                            | - 마르코 찬니                       | 2019년 | 70 / 704  |
|      | 유럽 보수와 개혁 (ECR)                | - 유럽 보수와 개혁당 (ECR Party) - 유럽 기독교 정치 운동 (ECPM)                             | - 라파엘레 피토 - 리샤르트 레구트코 | 2009년 | 64 / 704  |
|      | 유럽 의회 좌파 – GUE/NGL (GUE-NGL)    | - 유럽 좌파당 (PEL) - 북유럽 녹색좌파동맹 (NGLA) - 이제는 인민! (NTP!) - 동물정치 EU (APEU) | - 마농 오브리 - 마르틴 시르더반     | 1995년 | 39 / 704  |
|      | 무소속                                | - 평화와 자유 동맹 (APF) - 공산당 노동당 계획 (INITIATIVE)                                  | –                                   | –      | 36 / 704  |